# Remiss

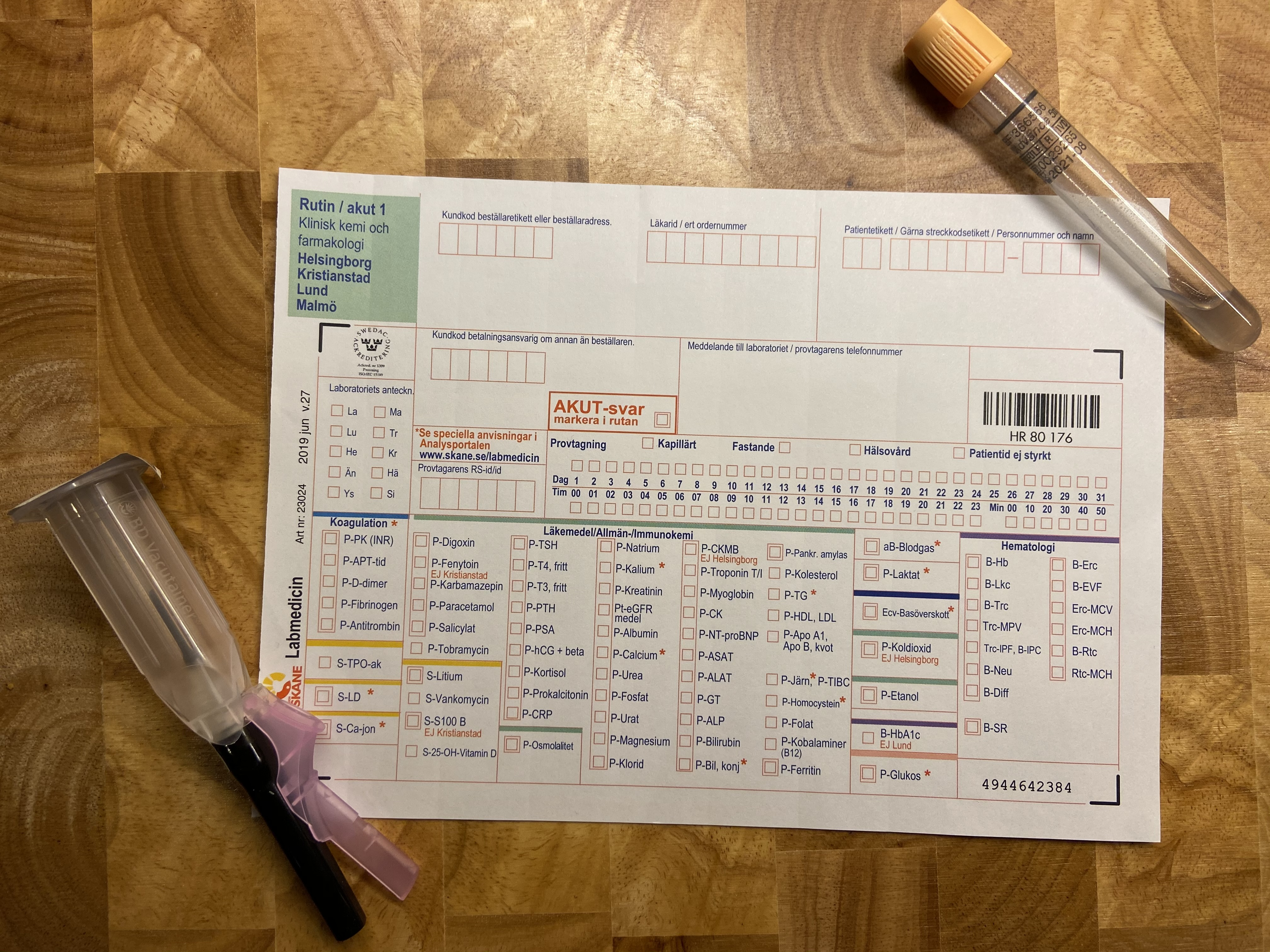
Remiss för blodprovstagning som sedan oftast utförs av sjuksköterska eller undersköterska, 2020

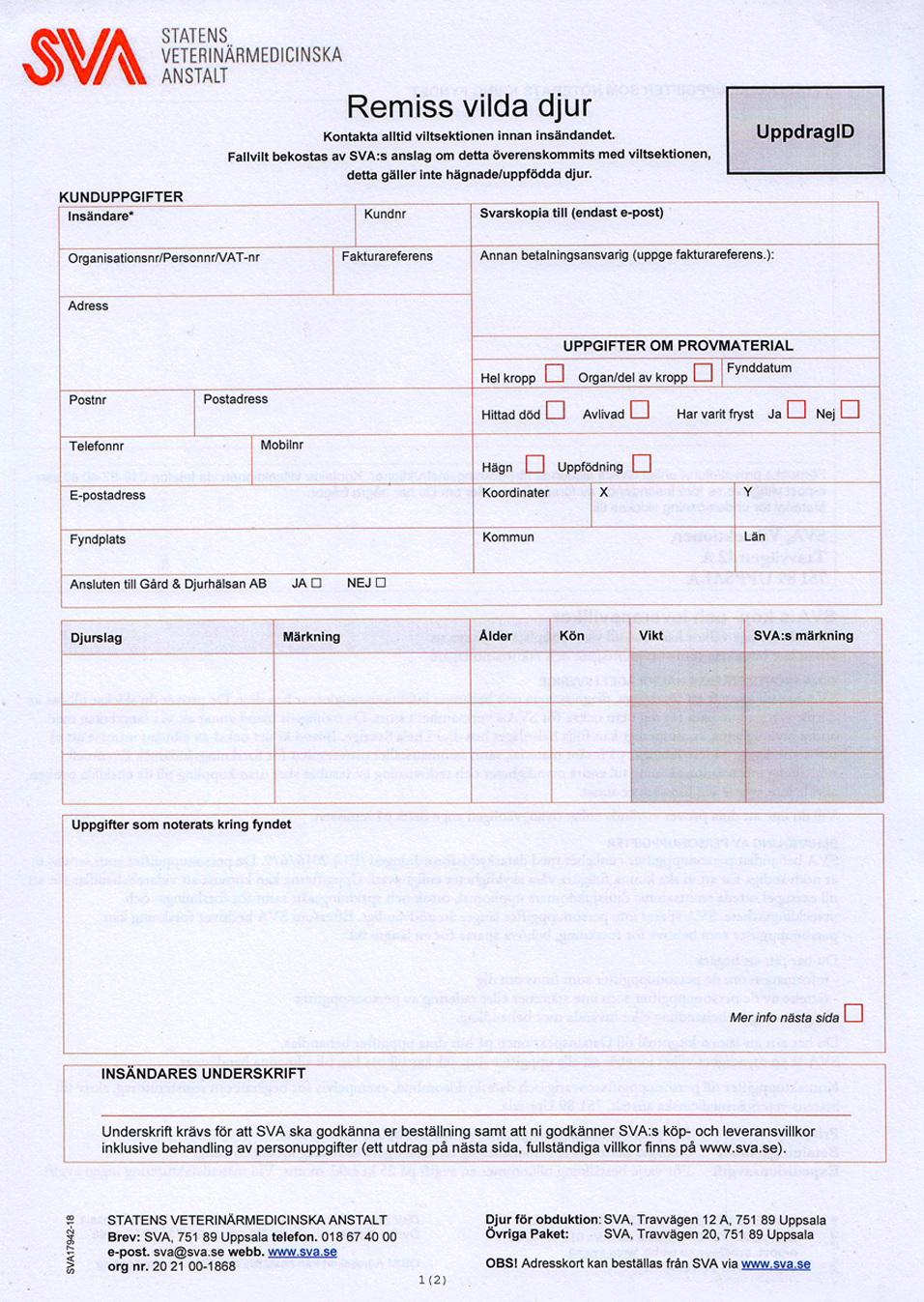
En Remiss som ska fyllas i av den som sänder in ett vilt djur för analys till SVA - Statens veterinärmedicinska anstalt.

Remiss är en hänvisning av ett ärende till myndigheter eller organisationer, så kallade remissinstanser, för yttrande innan beslut fattas. Remissinstanserna kan inkomma med ett remissvar eller göra en återremiss.
Remiss kan även vara en läkares anvisning att söka vidare undersökning eller få vård vid specifika kliniker. Ibland går det att göra en egenremiss till specialistvård. En remiss från en läkare innehåller information som behövs för att patienten ska få tillgång till rätt vård. Detta kan exempel vara information om bedömningar, behandlingar samt information om patientens mående och tidigare sjukdomshistoria.

## Politik
Exempel på en remiss inom politik: Innan regeringen skriver en proposition får myndigheter och intresseorganisationer (remissinstanser) yttra sig över ett utredningsförslag från till exempel en kommitté. Om en stor del av remissinstanserna är negativa till förslaget kan regeringen besluta att inte gå vidare i frågan. Det kan också räcka att en enda tillräckligt tung remissinstans, såsom den berörda myndigheten, är negativ för att ett förslag ska stoppas. Regeringen kan också försöka hitta andra lösningar än de som kommittén har föreslagit.
I riksdagen skickas inkomna propositioner, motioner och skrivelser till de olika utskotten på remiss. Ett utskott kan i sin tur skicka ärendet vidare till ett annat utskott för yttrande. Både regeringen och riksdagsutskotten kan också skicka ett lagförslag på remiss till Lagrådet.